# Dilemma morale
Nell'ambito della teologia morale, in caso di dubbio riguardo alla liceità di un'azione, oppure di fronte a un dilemma o conflitto tra ciò che detta la propria coscienza e quel che prescrive una norma, sono state elaborate varie casistiche, cioè forme di sistemi morali che consentano al soggetto di essere moralmente giustificato nella scelta personale operata. 
Queste si diffusero nell'ambito della teologia cristiana e in particolare della casistica gesuitica nei secoli XVII e XVIII, proponendosi di comporre gli eventuali conflitti fra libertà di coscienza e regola morale ricorrendo a princìpi poggianti su un consenso universale.

## Il lassismo

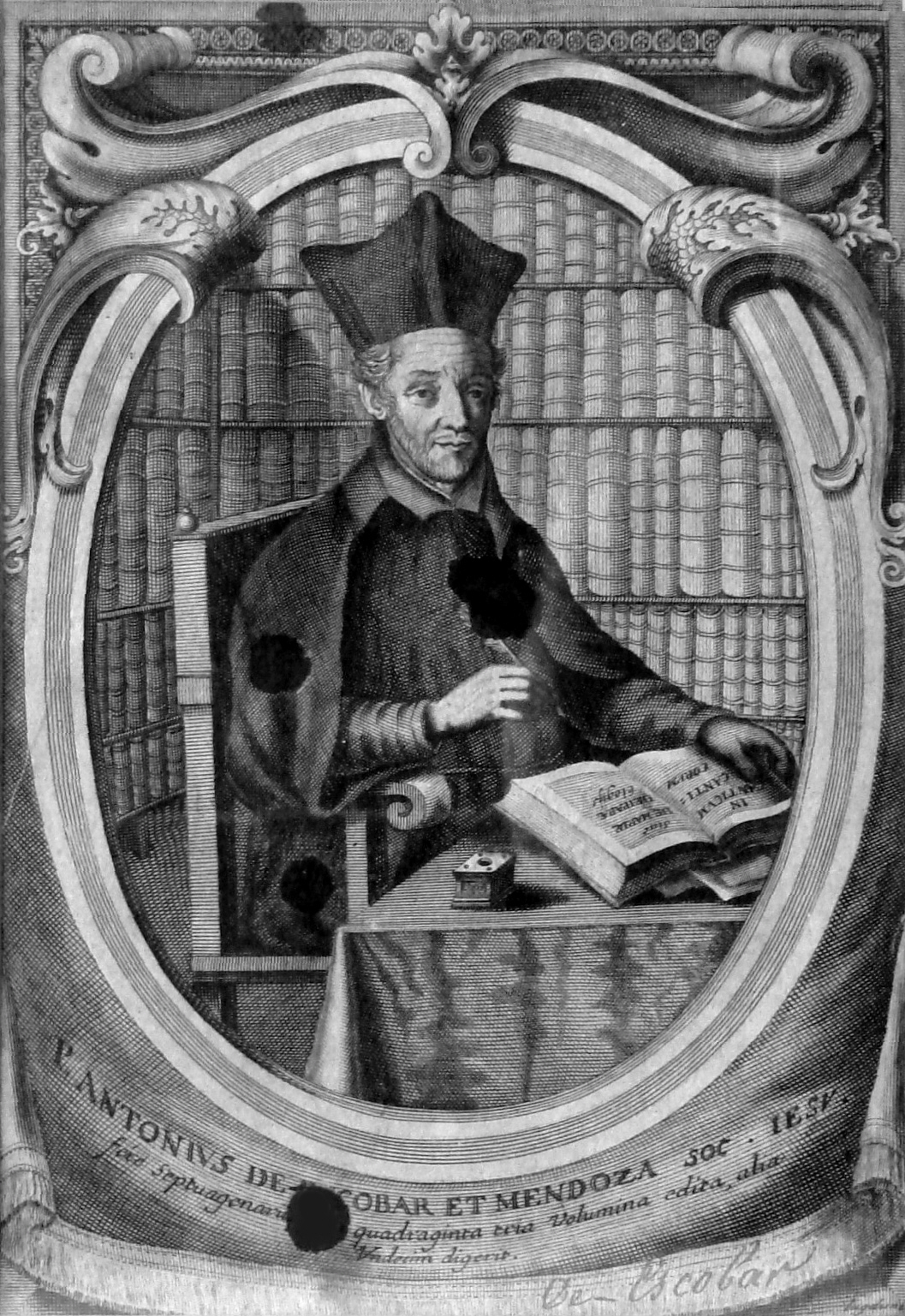
Antonio de Escobar y Mendoza

Il senso comune intende per lassismo una coscienza "lassa", "rilassata" in nome della quale si sminuisce ciò che è grave giudicandolo di poco conto o veniale, fino a considerare permesso ciò che è proibito.
Secondo la teologia morale, la coscienza lassa va invece distinta da quella "larga" secondo la quale si hanno tanti buoni motivi per agire secondo coscienza per cui anche se la legge morale presenta altrettanti, o anche più forti ragioni, si deve preferire l'obbedienza alla propria coscienza. Quindi in caso di dubbio nell'operare una scelta morale, la dottrina lassista suggerisce di preferire l'ipotesi prospettata dalla propria coscienza piuttosto che quella imposta dalla legge, anche se non è probabile che la prima sia migliore della seconda.
Secondo la teologia morale, mentre quindi il peccatore trasgredisce la legge di cui riconosce l'obbligatorietà e quindi riconosce la propria colpa per non aver obbedito, il lassista non ne riconosce l'obbligatorietà ma la giudica trascurabile e ritiene di poter compiere l'atto morale in nome della propria libertà di coscienza.
I sostenitori del lassismo  agli inizi del XVII secolo furono i gesuiti Antonio de Escobar y Mendoza, E. Bauny, Vincenzo Filliucci, e Francesco Amico. La diffusione delle teorie lassiste causò nella Francia del secolo XVII la cosiddetta "querela del lassismo", diretta in primo luogo contro i gesuiti. La casuistica attirò le critiche del matematico francese Blaise Pascal (1623-1662), espresse nel pamphlet Lettere provinciali.
La dottrina lassista fu condannata nel 1665, nel 1666 e nel 1679 dal Sant'Uffizio e dall'intervento diretto dei papi Alessandro VII e Innocenzo XI.

## Il probabilismo
Il teorico di questo sistema morale viene considerato il domenicano spagnolo Bartolomeo de Medina  che, nella sua Expositio in I-II s. Thomae, sostenne che non avendo valore la legge di dubbia interpretazione, quando l'opinione opposta è pure semplicemente probabile, sia lecito seguirla, anche se è più probabile l'opinione favorevole alla legge. In altre parole, contro la legge incerta prevale la libertà di coscienza.
Se poi si deve operare una scelta tra casi dubbi, è ammesso seguire l'opzione probabile, purché sostenuta da almeno un teologo. Quindi anche se l'altro termine della scelta fosse stato confortato e sostenuto dalla legge, è lecito seguire l'opinione probabile, dettata dalla propria coscienza, purché sostenuta da un parere autorevole.
Il probabilismo di de Medina non è da confondersi con il "probabilismo" filosofico dell'Antica Grecia. Esso risale alla Nuova Accademia platonica, che ebbe come esponenti Lacide scolarca dal 242 a.C. al 224 a.C., Carneade dal 168 a.C. al 137 a.C., Clitomaco dal 127 a.C. al 110 a.C., Filone di Larissa dal 110 a.C. all'80 a.C. circa.

## L'equiprobabilismo

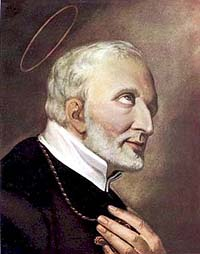
Alfonso Maria de' Liguori

In tale sistema la libertà di coscienza ha un peso minore rispetto alla legge morale. Per cui, secondo il suo iniziatore, il gesuita C. Rassler († 1723), si può agire secondo coscienza solo se i motivi probabili per farlo siano della stessa importanza ("æque probabiles", 'ugualmente probabili') di quelli prospettati dalla regola morale.
La grande diffusione delle teorie probabilistiche ed equiprobabilistiche  avvenne ad opera del vescovo Alfonso Maria de' Liguori, santo e dottore della Chiesa, il quale nell'opera "Istruzione e pratica" del 1762 sosteneva alla base di quelle teorie morali il principio "Lex dubia non obligat".

## Il probabiliorismo
Contro Alfonso Maria de' Liguori si mosse il rigore dell'ordine domenicano con il probabiliorismo  sostenuto dai frati italiani Daniele Concina e Vincenzo Patuzzi e dal gesuita spagnolo Tirso González de Santalla nel secolo XVIII. Non è  libertà che fonda la legge, come sostenevano i probabilisti, ma al contrario la legge prevale sulla libertà.
Essi, richiamandosi a San Tommaso d'Aquino affermano recisamente che la liceità di un'azione morale è quella che s'ispira alla legge. Questa può essere violata solo nel caso in cui la coscienza ci detti un'opinione più probabile (probabilior) per conseguire un bene che altrimenti non si sarebbe raggiunto seguendo alla lettera la legge.

## Il tuziorismo
Contro tutte le morali lassiste e probabilistiche si oppose sin dal secolo XVII il tuziorismo  di cui è considerato iniziatore J. Sinnich (1603-1666). Nel dubbio si deve sempre seguire l'opinione più sicura ("tutior", 'più sicuro') che è sempre quella prevista e proposta dalla norma. Ogni opinione in contrasto con la legge va respinta - anche se molto probabile.
Il tuziorismo fu sostenuto dal giansenismo e quindi fu giudicato difforme dalla dottrina cattolica e condannato dal Sant'Uffizio.
Assertore di una sorta di "tuziorismo mitigato" fu il filosofo Antonio Rosmini (1797-1855), che scrisse diversi saggi di teologia morale (Principii della scienza morale (1831), Antropologia in servigio della scienza morale, (1838), Trattato della coscienza morale (1839), sulla linea della filosofia di Sant'Agostino e San Tommaso.